# 董祀
董祀（?—?），陈留郡（治今河南省开封市东南）人，三国时曹魏屯田都尉，是蔡文姬的第三任丈夫。
蔡文姬嫁给河东人卫仲道。卫仲道死後，蔡文姬没有儿女，就又回到娘家。兴平年间，蔡文姬被南匈奴俘获，和左贤王生了两个儿子。曹操派使者用金银宝玉把蔡文姬赎回来。把蔡文姬嫁给董祀。董祀做屯田都尉，犯法该判死罪，蔡文姬亲自向曹操求情。时值严冬，蔡文姬蓬着头，赤着脚，叩头请罪，声音清亮，为董祀求情。曹操最后同意为董祀赦免。蔡文姬感伤自己的遭遇，写了两首《悲愤诗》。
郭沫若的话剧《蔡文姬》，以董祀为重要角色，首演版由蓝天野扮演，复排版由濮存昕扮演。